# Coupe de la confédération 2023-2024
 (mars 2024).
Navigation
Édition précédente Édition suivante
La Coupe de la confédération 2023-2024 (officiellement la Coupe de la Confédération TotalEnergies de la CAF 2023-24 pour des raisons de sponsoring) est la 21e édition de la Coupe de la confédération, seconde compétition africaine de football interclubs, mettant aux prises les meilleures formations non qualifiées pour la Ligue des champions de la CAF.
Le club algérien de l'USM Alger est le tenant du titre.

## Parrainage
En juillet 2016, Total a annoncé avoir passé un accord de sponsoring avec la Confédération africaine de football (CAF). L’accord vaut pour les huit prochaines années et concernera les dix principales compétitions organisées par la CAF, dont la Coupe de la Confédération de la CAF, qui est désormais baptisée "Coupe de la Confédération de la CAF TotalEnergies" ou "Coupe de la Confédération TotalEnergies".

## Participants
- Théoriquement, jusqu'à 56 fédérations membres de la Confédération africaine de football peuvent inscrire une formation en Coupe de la confédération 2021-2022.
- Les 12 pays les mieux classés en fonction du Classement 5-Year de la CAF peuvent inscrire 2 clubs par compétition. Pour la compétition de cette année, la Confédération africaine de football va utiliser le Classement 5-Year de la CAF d'entre 2018 et 2022. En conséquence, 50 clubs ont pu entrer dans le tournoi[2].
- Ci-dessous le schéma de qualification pour la compétition. Les nations sont affichées en fonction de leur Classement 5-Year de la CAF :

| Rang                                                                       | Fédération                                                              | Club                                                                    | Classement                                                              |
| Fédérations avec deux représentants (classées de la 1re à la 12e place)    | Fédérations avec deux représentants (classées de la 1re à la 12e place) | Fédérations avec deux représentants (classées de la 1re à la 12e place) | Fédérations avec deux représentants (classées de la 1re à la 12e place) |
| -------------------------------------------------------------------------- | ----------------------------------------------------------------------- | ----------------------------------------------------------------------- | ----------------------------------------------------------------------- |
| 1                                                                          | Maroc (194 pts)                                                         | FUS Rabat                                                               | 3e du championnat du Maroc 2022-2023                                    |
| 1                                                                          | Maroc (194 pts)                                                         | RS Berkane                                                              | Vainqueur de la Coupe du Maroc 2021-2022                                |
| 2                                                                          | Égypte (176 pts)                                                        | Zamalek SC                                                              | 3e du championnat d'Égypte 2022-2023                                    |
| 2                                                                          | Égypte (176 pts)                                                        | Modern Future FC                                                        | 4e du championnat d'Égypte 2022-2023                                    |
| 3                                                                          | Algérie (115 pts)                                                       | USM Alger                                                               | Tenant du Titre                                                         |
| 3                                                                          | Algérie (115 pts)                                                       | ASO Chlef                                                               | Vainqueur de la Coupe d'Algérie 2022-2023                               |
| 4                                                                          | Tunisie (113 pts)                                                       | Club africain                                                           | 3e du championnat de Tunisie 2022-2022                                  |
| 4                                                                          | Tunisie (113 pts)                                                       | Olympique Béja                                                          | Vainqueur de la Coupe de Tunisie 2022-2023                              |
| 5                                                                          | Afrique du Sud (109,5 pts)                                              | SuperSport United                                                       | 3e du championnat d'Afrique du Sud 2022-2023                            |
| 5                                                                          | Afrique du Sud (109,5 pts)                                              | Sekhukhune United                                                       | Finaliste de la Coupe d'Afrique du Sud 2022-2023                        |
| 6                                                                          | RD Congo (63 pts)                                                       | Saint-Éloi Lupopo                                                       | 3e du championnat de RD Congo 2021-2022                                 |
| 7                                                                          | Angola (46 pts)                                                         | GD Sagrada Esperança                                                    | 3e du championnat d'Angola 2021-2022                                    |
| 7                                                                          | Angola (46 pts)                                                         | Académica Petróleos do Lobito                                           | finaliste de la Coupe d'Angola 2023                                     |
| 8                                                                          | Soudan (33,5 pts)                                                       | Hay al-Arab                                                             | 3e du championnat du Soudan 2022                                        |
| 8                                                                          | Soudan (33,5 pts)                                                       | Haidob En-Nahud                                                         | 6e du championnat du Soudan 2022                                        |
| 9                                                                          | Libye (33 pts)                                                          | Al-Hilal Benghazi                                                       | 3e du championnat de Libye 2022-2023                                    |
| 9                                                                          | Libye (33 pts)                                                          | Abou Salim SC                                                           | 4e du championnat de Libye 2022-2023                                    |
| 10                                                                         | Guinée (31 pts)                                                         | Milo FC                                                                 | 3e du championnat de Guinée 2022-2023                                   |
| 10                                                                         | Guinée (31 pts)                                                         | Académie SOAR                                                           | 4e du championnat de Guinée 2022-2023                                   |
| 11                                                                         | Tanzanie (30,5 pts)                                                     | Azam FC                                                                 | 3e du championnat de Tanzanie 2022-2023                                 |
| 11                                                                         | Tanzanie (30,5 pts)                                                     | Singida Big Stars                                                       | 4e du championnat de Tanzanie 2022-2023                                 |
| 12                                                                         | Nigeria (26 pts)                                                        | Rivers United                                                           | 3e du championnat du Nigeria 2022-2023                                  |
| 12                                                                         | Nigeria (26 pts)                                                        | Bendel Insurance                                                        | Vainqueur coupe du Nigeria 2022-2023                                    |
| Fédérations avec un seul représentant (classées plus bas que la 12e place) |                                                                         |                                                                         |                                                                         |
| 16                                                                         | Côte d'Ivoire (10,5 pts)                                                | AFAD Djékanou                                                           | Finaliste Coupe de Côte d'Ivoire 2023                                   |
| 13                                                                         | Zambie (24,5 pts)                                                       | Maestro United                                                          | Vice-champion de Zambie 2022-2023                                       |
| 14                                                                         | Sénégal                                                                 | Casa Sports                                                             |                                                                         |
| 17                                                                         | Congo (8 pts)                                                           | Diables Noirs                                                           | Vice-champion du Congo 2022-2023                                        |
| 18                                                                         | Botswana (6 pts)                                                        | Gaborone United SC                                                      | Vainqueur de la Coupe du Botswana 2023                                  |
| 19                                                                         | Kenya                                                                   | Kakamega Homeboyz                                                       | Vainqueur de la Coupe du Kenya                                          |
| 21                                                                         | Eswatini (3,5 pts)                                                      | Young Buffaloes FC                                                      | Vice-champion 2022-2023                                                 |
| -                                                                          | Mali (3,5 pts)                                                          | Stade malien                                                            | Vainqueur de la Coupe du Mali 2023                                      |
| 23                                                                         | Burkina Faso (3 pts)                                                    | Etoile Filante                                                          | Vainqueur de la Coupe du Burkina Faso 2023                              |
| 24                                                                         | Ghana (2,5 pts)                                                         | Dreams FC                                                               | Vainqueur de la Coupe du Ghana 2023                                     |
| -                                                                          | Niger (2,5 pts)                                                         | AS Douanes                                                              | Finaliste de la Coupe du Niger 2023                                     |
| 26                                                                         | Ouganda (2 pts)                                                         | Kampala City FC                                                         | Vice-champion 2023                                                      |
| -                                                                          | Rwanda (2 pts)                                                          | RAYON SPORTS                                                            | Vainqueur de la Coupe du Rwanda 2023                                    |
| 28                                                                         | Bénin (1,5 pt)                                                          | AS Loto FC                                                              | Vice-champion du Bénin 2022-2023                                        |
| -                                                                          | Mauritanie (1,5 pt)                                                     | AS Amicale Douane                                                       | Vainqueur de la Coupe de Mauritanie 2023                                |
| 30                                                                         | Mozambique (1 pt)                                                       | Ferroviario de Maputo                                                   | Coupe du Mozambique 2022                                                |
| -                                                                          | Togo (1 pt)                                                             | ASC Kara                                                                | Vice-champion du Togo 2022-2023                                         |
|                                                                            | Burundi                                                                 | Aigle Noir C.S The Fighters                                             | Vainqueur de la Coupe du Burundi 2023                                   |
|                                                                            | Djibouti                                                                | AS Arta/Solar7                                                          | Coupe de Djibouti 2023                                                  |
|                                                                            | Éthiopie                                                                | Bahir Dar Kenema F.C.                                                   | Vice-champion d'Éthiopie 2022-2023                                      |
|                                                                            | Guinée équatoriale                                                      | Cano Sport Academy                                                      | Vainqueur Coupe 2023                                                    |
|                                                                            | Liberia                                                                 | Watanga FC                                                              | Finaliste de la Coupe du Liberia 2022-2023                              |
|                                                                            | Madagascar                                                              | Elgeco Plus FC                                                          | Vainqueur de la Coupe de Madagascar 2023                                |
|                                                                            | Seychelles                                                              | La Passe FC                                                             | Vainqueur de la Coupe des Seychelles 2022-2023                          |
|                                                                            | Sierra Leone                                                            | Kallon FC                                                               | Vainqueur de la Coupe du Sierra Leone 2023                              |
|                                                                            | Comores                                                                 | Belle-Lumière de Djoiezi                                                | Finaliste de la Coupe des Comores 2023                                  |
|                                                                            | Soudan du Sud                                                           | Al-Merreikh Juba                                                        | Vainqueur de la Coupe du Soudan du Sud 2023                             |
|                                                                            | Zanzibar                                                                | JKU SCZ                                                                 | Vainqueur de la Coupe de Zanzibar 2023                                  |
|                                                                            | Somalie                                                                 | Horseed FC                                                              |                                                                         |

## Compétition

### Phase qualificative
Le tirage au sort des tours de qualification a eu lieu le 25 juillet 2023, à 11h00 GMT (14h00 heure locale, UTC+3), au siège de la CAF au Caire, en Égypte. Lors des tours de qualification, chaque match nul se jouera sur une base aller-retour. Si le score global est à égalité après le match retour, la règle des buts à l'extérieur a été appliquée, et si l'égalité persiste, la prolongation ne sera pas jouée et les tirs au but seront utilisés pour déterminer le vainqueur (Règlements III. 13 & 14).

#### Premier tour
| Match | Équipe 1               | Résultat | Équipe 2           | Aller | Retour | Tab |
| ----- | ---------------------- | -------- | ------------------ | ----- | ------ | --- |
| 1     | Bendel Insurance FC    | 1-1      | ASO Chlef          | 1-0   | 0-1    | 4-3 |
| 2     | FUS Rabat              | 5-0      | Loto-Popo FC       | 3-0   | 2-0    | -   |
| 3     | Casa Sports            | 1-1      | EF Ouagadougou     | 1-1   | 0-0    | -   |
| 4     | Arta Solar 7           | 6-0      | Horseed SC         | 3-0   | 3-0    | -   |
| 5     | Singida Big Stars FC   | 4-3      | JKU SC             | 4-1   | 0-2    | -   |
| 6     | Bahir Dar City FC      | 3-3      | Azam FC            | 2-1   | 1-2    | 4-3 |
| 7     | Olympique de Béja      | 0-1      | Abou Salim SC      | 0-1   | 0-0    | -   |
| 8     | Kakamega Homeboyz FC   | 1-4      | Al-Hilal Benghazi  | 0-0   | 1-4    | -   |
| 9     | Sekhukhune United FC   | forfait  | Young Buffaloes FC | -     | -      | -   |
| 10    | Cano Sport             | 1-4      | FC Muza            | 1-1   | 0-3    | -   |
| 11    | Ferroviario de Maputo  | forfait  | FC Belle Lumière   | -     | -      | -   |
| 12    | Gaborone United SC     | 3-2      | Elgeco Plus FC     | 0-1   | 3-1    | -   |
| 13    | AS Amicale des Douanes | 2-2      | Académie SOAR      | 2-2   | 0-0    | -   |
| 14    | ASC Kara               | 1-2      | AFAD Djékanou      | 0-0   | 1-2    | -   |
| 15    | Milo FC                | 2-3      | Dreams FC          | 1-1   | 1-2    | -   |
| 16    | AS Douanes             | forfait  | Kallon FC          | -     | -      | -   |
| 17    | Watanga FC             | 2-7      | Stade malien       | 1-3   | 1-4    | -   |
| 18    | Hay Al Arab SC         | forfait  | Aigle Noir CS      | -     | -      | -   |
| 19    | Haidoub FC             | 0-1      | Al-Merreikh Juba   | 0-1   | 0-0    | -   |
| 20    | APC Lobito             | 4-3      | La Passe FC        | 2-1   | 2-2    | -   |

#### Deuxième tour
| Match | Équipe 1              | Résultat | Équipe 2             | Aller | Retour | Tab |
| ----- | --------------------- | -------- | -------------------- | ----- | ------ | --- |
| 21    | Bendel Insurance FC   | 2-3      | RS Berkane           | 2-2   | 0-1    | -   |
| 22    | FUS Rabat             | 1-1      | USM Alger            | 1-1   | 0-0    | -   |
| 23    | EF Ouagadougou        | 0-2      | Rivers United FC     | 0-0   | 0-2    | -   |
| 24    | Arta Solar 7          | 3-4      | Zamalek SC           | 2-0   | 1-4    | -   |
| 25    | Singida Big Stars FC  | 2-4      | Modern Future FC     | 1-0   | 1-4    | -   |
| 26    | Bahir Dar City FC     | 2-3      | Club africain        | 2-0   | 0-3    | -   |
| 27    | Abou Salim SC         | 5-4      | KCCA FC              | 3-1   | 2-3    | -   |
| 28    | Al-Hilal Benghazi     | 2-2      | Rayon Sports FC      | 1-1   | 1-1    | 4-2 |
| 29    | Sekhukhune United FC  | 4-2      | FC Saint-Éloi Lupopo | 3-1   | 1-1    | -   |
| 30    | FC Muza               | 1-4      | CSMD Diables Noirs   | 1-2   | 0-2    | -   |
| 31    | Ferroviario de Maputo | 4-5      | GD Sagrada Esperança | 1-0   | 3-5    | -   |
| 32    | Gaborone United SC    | 1-4      | Supersport United FC | 1-1   | 0-3    | -   |
| 33    | Académie SOAR         | 3-2      | AFAD Djékanou        | 1-2   | 2-0    | -   |
| 34    | Dreams FC             | 3-2      | Kallon FC            | 2-1   | 1-1    | -   |
| 35    | Stade malien          | 3-3      | Aigle Noir CS        | 2-0   | 1-3    | -   |
| 36    | Al-Merreikh Juba      | 0-3      | APC Lobito           | 0-0   | 0-3    | -   |

### Phase de poules
Le tirage au sort de la phase de groupes a eu lieu le 6 octobre 2023, à 12h00 GMT (14h00 heure locale, UTC+2), à Johannesburg, en Afrique du Sud. Les 16 vainqueurs du deuxième tour des tours de qualification ont été répartis en quatre groupes de quatre. Les équipes ont été classées en fonction de leurs performances dans les compétitions de la CAF au cours des cinq saisons précédentes (points de classement sur 5 ans de la CAF indiqués à côté de chaque équipe). Chaque groupe contient une équipe du Pot 1 et du Pot 2, et deux équipes du Pot 3, et chaque équipe a été attribuée aux positions de son groupe en fonction de son pot.

#### Tirage au sort
| Chapeau 1                 | Chapeau 2                    | Chapeau 3                   | Chapeau 3                |
| ------------------------- | ---------------------------- | --------------------------- | ------------------------ |
| Zamalek SC (39 pts)       | CSMD Diables Noirs (5 pts)   | Sekhukhune United FC (0 pt) | Académie SOAR (0 pt)     |
| RS Berkane (37 pts)       | GD Sagrada Esperança (4 pts) | Supersport United FC (0 pt) | Abou Salim SC (0 pt)     |
| USM Alger (27 pts)        | Modern Future FC (2,5 pts)   | APC Lobito (0 pt)           | Al-Hilal Benghazi (0 pt) |
| Rivers United FC (10 pts) | Club africain (2 pts)        | Dreams FC (0 pt)            | Stade malien (0 pt)      |

#### Groupe A
| Rang | Équipe               | Pts | J | G | N | P | Bp | Bc | Diff |  | Résultats (▼ dom., ► ext.) |     |     |     |     |
| ---- | -------------------- | --- | - | - | - | - | -- | -- | ---- |  | -------------------------- | --- | --- | --- | --- |
| 1    | USM Alger            | 13  | 6 | 4 | 1 | 1 | 8  | 3  | +5   |  | USM Alger                  |     | 1-0 | 2-0 | 2-1 |
| 2    | Modern Future FC     | 11  | 6 | 3 | 2 | 1 | 9  | 3  | +6   |  | Modern Future FC           | 0-0 |     | 5-0 | 1-0 |
| 3    | Al-Hilal Benghazi    | 6   | 6 | 2 | 0 | 4 | 6  | 13 | -7   |  | Al-Hilal Benghazi          | 2-1 | 1-2 |     | 2-1 |
| 4    | Supersport United FC | 4   | 6 | 1 | 1 | 4 | 5  | 9  | -4   |  | Supersport United FC       | 0-2 | 1-1 | 2-1 |     |

#### Groupe B
| Rang | Équipe               | Pts | J | G | N | P | Bp | Bc | Diff |  | Résultats (▼ dom., ► ext.) |     |     |     |     |
| ---- | -------------------- | --- | - | - | - | - | -- | -- | ---- |  | -------------------------- | --- | --- | --- | --- |
| 1    | Zamalek SC           | 13  | 5 | 4 | 1 | 0 | 8  | 1  | +7   |  | Zamalek SC                 |     | 1-0 | 1-0 | -   |
| 2    | Abou Salim SC        | 9   | 6 | 3 | 0 | 3 | 5  | 6  | -1   |  | Abou Salim SC              | 1-2 |     | 1-0 | 1-0 |
| 3    | GD Sagrada Esperança | 8   | 6 | 2 | 2 | 2 | 5  | 2  | +3   |  | GD Sagrada Esperança       | 0-0 | 3-0 |     | 2-0 |
| 4    | Académie SOAR        | 1   | 5 | 0 | 1 | 4 | 0  | 9  | -9   |  | Académie SOAR              | 0-4 | 0-2 | 0-0 |     |

#### Groupe C
| Rang | Équipe           | Pts | J | G | N | P | Bp | Bc | Diff |  | Résultats (▼ dom., ► ext.) |     |     |     |     |
| ---- | ---------------- | --- | - | - | - | - | -- | -- | ---- |  | -------------------------- | --- | --- | --- | --- |
| 1    | Dreams FC        | 12  | 6 | 4 | 0 | 2 | 11 | 7  | +4   |  | Dreams FC                  |     | 2-1 | 1-0 | 4-0 |
| 2    | Rivers United FC | 12  | 6 | 4 | 0 | 2 | 10 | 8  | +2   |  | Rivers United FC           | 2-1 |     | 1-0 | 3-0 |
| 3    | Club africain    | 10  | 6 | 3 | 1 | 2 | 9  | 4  | +5   |  | Club africain              | 2-0 | 3-0 |     | 1-1 |
| 4    | APC Lobito       | 1   | 6 | 0 | 1 | 5 | 6  | 17 | -11  |  | APC Lobito                 | 2-3 | 2-3 | 1-3 |     |

#### Groupe D
| Rang | Équipe               | Pts | J | G | N | P | Bp | Bc | Diff |  | Résultats (▼ dom., ► ext.) |     |     |     |     |
| ---- | -------------------- | --- | - | - | - | - | -- | -- | ---- |  | -------------------------- | --- | --- | --- | --- |
| 1    | RS Berkane           | 14  | 6 | 4 | 2 | 0 | 10 | 2  | +8   |  | RS Berkane                 |     | 3-0 | 2-0 | 2-0 |
| 2    | Stade malien         | 10  | 6 | 3 | 1 | 2 | 6  | 6  | 0    |  | Stade malien               | 1-2 |     | 1-0 | 1-0 |
| 3    | Sekhukhune United FC | 6   | 6 | 1 | 3 | 2 | 2  | 4  | -2   |  | Sekhukhune United FC       | 0-0 | 0-0 |     | 2-1 |
| 4    | CSMD Diables Noirs   | 2   | 6 | 0 | 2 | 4 | 3  | 9  | -6   |  | CSMD Diables Noirs         | 1-1 | 1-3 | 0-0 |     |

### Phase finale

#### Qualification et tirage au sort
Le tirage au sort des quarts de finale se déroule le 12 mars 2024 au siège de la CAF, au Caire. Les équipes qualifiées sont réparties selon leur classement en phase de poules (voir le tableau ci-dessous), les vainqueurs de groupe bénéficiant notamment de l'avantage relatif de jouer le match retour à domicile.
| Groupe | 1er du groupe - Tête de série | 2e du groupe - Non-tête de série |
| ------ | ----------------------------- | -------------------------------- |
| A      | USM Alger                     | Modern Future FC                 |
| B      | Zamalek SC                    | Abou Salim SC                    |
| C      | Dreams FC                     | Rivers United FC                 |
| D      | RS Berkane                    | Stade malien                     |

#### Quarts de finale
| Équipe 1         | Résultat | Équipe 2   | Aller | Retour |
| ---------------- | -------- | ---------- | ----- | ------ |
| Modern Future FC | 2-3      | Zamalek SC | 1-2   | 1-1    |
| Abou Salim SC    | 2-3      | RS Berkane | 0-0   | 2-3    |
| Rivers United FC | 1-2      | USM Alger  | 1-0   | 0-2    |
| Stade malien     | 2-3      | Dreams FC  | 1-2   | 1-1    |

#### Demi-finales
Ces demi-finales sont marquées par la victoire sur tapis vert du RS Berkane face à l'USM Alger.
Le différend géopolitique opposant l'Algérie au Maroc sur la question du Sahara occidental est à l'origine d'un incident qui entraine la disqualification du tenant du titre. En effet, l'Algérie conteste de longue date les revendications marocaines sur ce territoire non-décolonisé et milite pour la reconnaissance de la souveraineté sahraouie. Depuis plusieurs années, il arrive fréquemment que les désaccords diplomatiques entre les deux pays rejaillissent sur leurs confrontations sportives.
Or, lors de la venue de la RS Berkane à Alger pour disputer le match aller, ses maillots lui ont été retirés par les autorités algériennes au motif qu'ils arboraient une carte du Maroc intégrant le territoire du Sahara occidental à celui du royaume chérifien. Irritées par ce qu'elles considèrent être un message à caractère politique contraire à la loi 4 du football, les autorités algériennes offrent alors aux berkanais de revêtir un maillot expurgé du badge litigieux, proposition que les marocains déclinent catégoriquement. Finalement, la rencontre prévue le 21 avril 2024 ne se tient pas, les joueurs de la RS Berkane refusant d'entrer sur le terrain sans les maillots, validés par la CAF, qu'ils ont portés tout au long de la compétition. Trois jours plus tard, la CAF "sanctionne l'USM Alger d'une défaite 0-3" pour n'avoir pas permis la tenue du match. Un appel formé dans la foulée devant les instances de la CAF est rapidement rejeté tandis que la Fédération algérienne de football annonce saisir le Tribunal arbitral du sport. Néanmoins son recours en suspension est également rejeté. Le 28 avril 2024, c'est au tour des algérois de refuser de quitter le vestiaire à l'occasion du match retour à Berkane, ce qui entraine une deuxième sanction de la CAF. Vainqueur par tapis vert, la RS Berkane obtient son ticket pour participer à sa quatrième finale en 5 ans,.
| Équipe 1   | Résultat | Équipe 2   | Aller            | Retour           | Tab |
| ---------- | -------- | ---------- | ---------------- | ---------------- | --- |
| USM Alger  | 0-6      | RS Berkane | 0-3 (tapis vert) | 0-3 (tapis vert) | -   |
| Zamalek SC | 3-0      | Dreams FC  | 0-0              | 3-0              | -   |

#### Finale
| Équipe 1   | Résultat | Équipe 2   | Aller | Retour | Tab |
| ---------- | -------- | ---------- | ----- | ------ | --- |
| RS Berkane | 2-2E     | Zamalek SC | 2-1   | 0-1    | -   |